# تكنولوجيا الغواؤلد
بالأسفل توجد لائحة بمختلف التقنيات التي استخدمها الغواؤلد بسلسلة الخيال العلمي ستارغيت.

## الدروع وتقنية الاختفاء
تقنية الاختفاء : ظهرت هذه التكنولوجيا أول مرة لدي الغواؤلد بنهاية الموسم الثاني بحلقة غير معقول (Out of Mind) عن طريق هاثور، ثم ظهرت مرة أخرى بحلقة لعبة عادلة (Fair Game) عندما استخدمتها نيرتي في محاولة اغتيال كرونوس وتلفيق التهمة للتاوري. كما نجح أبوفيس بحلقة سم الثعبان (The Serpent's Venom) في إخفاء أسطول كامل من سفنه الأم.
الدورع : على الرغم من قوة دروع الغواؤلد، إلا إنه لا يمكن مقارنتها إطلاقا بتلك التي يمتلكها الأسغارد أو الأوراي أو القدماء. يمكن لدروع الهاتاك مقاومة صواريخ الناكودا النووية المطورة، وعندما تكون بأقصي قوتها يمكنها حماية طاقم السفينة من التعرض للإشعاعات بالقرب من النجوم لمدة 10 ساعات. كما يمتلك الغواؤلد دروع شخصية لحماية الأفراد، إلا ان فاعليتها غير مؤكدة فبينما يمكنها التصدي للأجسام التي تتحرك بسرعة عالية كطلقات الأشعة والرصاصات، إلا إنها لا يمكنها مواجهة تلك الأجسام التي تتحرك بسرعة منخفضة كالخناجر والسهام. وبعد أن تمكن أنوبيس من تطوير دروع الغواؤلد أصبح بإمكانها مقاومة قذائف مدافع الآيون الخاصة بتولانا وأسلحة الأسغارد الأقل تقدماً، والتي فشلت الدروع في مواجهتها بالسابق. إلا أن الدروع ظلت بلا تاثير امام سلاح الدرون والأسلحة الموجودة على سفن أونيل الخاصة بالأسغارد.

## الأسلحة
أي جي-3 : هو قمر صناعي عسكري قادر على رصد سفن العدو من علي بعد آلاف السنين الضوئية وتدميرها، يصل تكلفة النظام حوالي 160 مليار دولار لإنشاء حوالي 288 قمر حول الأرض. النظام لا يمكنه فقط ضرب الأهداف الفضائية بل يمكنه استهداف الأجسام الموجودة وعلى سطح الكوكب أيضا. تمت رؤية النظام في حلم لدانيل جاكسون بحلقة القوة المطلقة (Absolute Power) إلا إنه غير معروف إن كان بالإمكان بناء هذا النظام بالفعل ام لا.
أداة اليد : هو جهاز معدني يشبه القفاز يوجد بوسطه حجر كريم. يعتبر سلاحا شخصيا للغواؤلد، ويتطلب وجود ناكودا في دم المستخدم وأمر عقلي كي يعمل. يمتلك الجهاز قدرات عديدة منها القدرة على توليد موجة ضغط قوية تطيح بأي شيء في طريقها في عنف، ولقد اعتقد الجافا أن قدرة الغواؤلد على الإطاحة بالأشخاص في الهواء على هذا النحو دليل على الوهيتهم. كما يمكن للجهاز إطلاق أشعة بإتجاه رأس الشخص مما يؤدي إلي الم كبير ينتهي بالموت، وعن طريق هذه الوظيفة يمكن للغواؤلد إرسال رسالة عقلية للشخص الواقع تحت تأثير الجهاز. يمكن استخدام أداة اليد أيضاً للحماية من سلاح الزات، كما توجد أزرار على الرسغ تمكن الشخص من التحكم في تكنولوجيا الغواؤلد.
 هاراكيش  : جهاز يشبه حلقة منتظمة، يستخدم من قبل الأشراك. يعد سلاحاً وأداة تعذيب في نفس الوقت، فبإمكانه إيقاع ألم كبير بالفرد قبل أن يقتله. بإمكان الجهاز أيضاً التسبب بحالة فقدان مؤقت للذاكرة، مما يمنح الأشراك الفرصة للسيطرة على الفرد. ولقد استخدم سوكار هذا الجهاز في تعذيب أبوفيس.
 إنتار  : هو سلاح يستخدم في أغراض التدريب، ويمكن ان يتخذ شكل أسلحة عديدة. يطلق قذائف حمراء صغيرة تعمل على صعق الهدف دون قتله. يتم تمييز الإنتار عن الأسلحة الحقيقية ببلورة حمراء تتواجد فيه.
 سوار كور ماك  : هو عبارة عن زوج من الأساور تنشئ رابط بين من اثنين، فإذا ما ابتعدوا عن بعضهم مسافة أكثر من 100 قدم يبدأ كلاهما بالشعور بالمرض، وإذا أستمروا في البقاء بعيداً عن بعضهم لفترة طويلة يموت كلاهما. استخدم كرونوس هذا الجهاز عندما يكون الجافا الخاص به ينقل سجيناً، فيرتديه الاثنان فإذا هرب السجين يموت هو والجافا لعقاب الجافا على عدم كفاءته.
 عصا التعذيب  : هي أداة تعذيب تستخدم من قبل الغواؤلد والجافا والتاوري وأجناس أخرى. يعمل الجهاز على إطلاق نوع من أنواع الطاقة في جسد الفرد، تؤدي لسطوع ضوء قوي من عينيه وفمه واذنيه وتسبب له آلام كبيرة، والتعرض المستمر له يؤدي للموت.
 طائرة استطلاع بدون طيار  : هي عبارة عن جهاز للاستطلاع مجهز بدروع، وأجهزة استشعار ومراقبة، وأسلحة طاقة، وأجهزة اتصال بعيدة المدي. قامت إحدي هذه الطائرات بتنبيه أنوبيس بوجود إس جي-13 على كوكب P2X-787.
 القنبلة الصادمة  : أداة كروية قابلة للاستخدام عدة مرات، تبعث ضوء قوي وصوت عالي يؤديان إلي إفقاد أي شخص في مجال التأثير وعيه، وتسبب عمي مؤقت له عند استعادة الوعي. يتم نشر الجهاز عادة لدي قوات الهجوم الأرضي للقضاء على أي مقاومة بسهولة.
 سلاح العصا  : يعد السلاح الرئيسي لمقاتلي الجافا. يطلق قذائف من الطاقة يمكنها قتل بشري بضربة واحدة جيدة التوجيه، ويؤدي لكي الجرح على الفور.
للسلاح عدة مميزات: فهو يمتلك قدرة كبيرة على التدمير، ولديه القدرة على قتل أغلب الأهداف بضربة واحدة بالصدر أو منطقة البطن، وإحداث فجوات بالجدارن بحجم رأس رجل. يمكن استخدام السلاح في القتال اليدوي أيضاً، كما يمكن استخدامه كنوع من أنواع الكشافات لإضاءة الطريق. لم يواجه السلاح قط أية مشاكل تتعلق بالذخيرة أو الطاقة.
توجد للسلاح مجموع من العيوب أيضاً: فمدي السلاح يعد قصيراً نوعاً ما فلا يتعدي 50-60 متر، كما إنه يطلق النيران بتعاقب بطئ نسبياً. ومن الصعب استخدام سلاح العصا، ليس فقط بسبب ثقله بل لضخامته أيضاً. كما إنه لا يمتلك أي تأثير على الدروع التي يرتديها محاربي الكال أو علي المتضاعفين. على نحو عام يعتبر سلاح العصا سلاح للإرهاب وليس سلاح للحرب.
يتم استخدام السلاح من قبل الغواؤلد وبعض البشر الموجودين تحت إمرتهم، ثم تم استخدامه بعد ذلك من قبل دولة الجافا الحرة. كما يستخدم محاربي السودان نسخة معدلة من السلاح أقل حجماً وأسهل حملا.
ملاحظة: سلاح العصا الموجود بالفيلم الأصلي أقوي بكثير من هذا الموجود بالمسلسل، ولا يعرف إن كان السبب في هذا استخدام رع لسلاح أقوي بالفيلم أم لا.
 تاكليكناتاجماتورون  : للاختصار «تاك»، هو عبارة عن أداة كروية تشبه «القنبلة الصادمة» الخاصة بالغواؤلد. يتم تشغيله عن بعد، ويقوم بتعقب الأجسام المختلفة عن طريق حرارتها وأستهدافها.
«الزات»: سلاح يدوي يشبه المسدس يطلق ومضة من الطاقة الذا اصاب الهدف مرة يصعقه ويفقده الوعي اما إذا اصابه مرتين يقتله اما الإصابة الثالثة فتجعل الهدف يختفي.